# José Moreira de Melo
José Moreira de Melo (ur. 3 sierpnia 1941 w Serra do Salitre) – hiszpański duchowny rzymskokatolicki posługujący w Brazylii, w latach 1996-2016 biskup Itapeva.

## Życiorys
Święcenia kapłańskie przyjął 27 stycznia 1968. 17 stycznia 1996 został prekonizowany biskupem Itapeva. Sakrę biskupią otrzymał 25 marca 1996. 19 października 2016 przeszedł na emeryturę.